# Irmgard Weth
Irmgard Weth (* 19. Februar 1943 in Stuttgart als Irmgard Scheffbuch) ist eine deutsche evangelische Theologin, Pädagogin und Dozentin für Biblische Theologie. Sie ist als Autorin der Neukirchener Kinderbibel einer größeren Öffentlichkeit bekannt geworden.
Von 1962 bis 1967 studierte sie evangelische Theologie, Latein, Geschichte in Tübingen und Heidelberg. Von 1969 bis 1972 war sie im Schuldienst in Tübingen und Reutlingen tätig.
Sie war mit dem Theologen Rudolf Weth, von 1973 bis 2003 Direktor und Pfarrer des Neukirchener Erziehungsvereins, verheiratet. Sie ist Mutter von vier Söhnen.

## Veröffentlichungen (Auswahl)
- Neukirchener Kinder-Bibel. Mit Bildern von Kees de Kort. Neukirchener Kalenderverlag, Neukirchen-Vluyn 1988; 19. Auflage 2016, ISBN 978-3-920524-52-8.[3]
- Neukirchener Erzählbibel. Die Bücher der Bibel neu erschlossen und erzählt. Mit Bildern von Kees und Michiel de Kort. Neukirchener Kalenderverlag, Neukirchen-Vluyn 1998; 3. Auflage 2015, ISBN 978-3-920524-51-1.
- Neukirchener Vorlese-Bibel. Mit Bildern von Kees de Kort. Neukirchener Kalenderverlag, Neukirchen-Vluyn 2008; 2. Auflage 2013, ISBN 978-3-920524-57-3.
- Neukirchener Bibel. Das Alte Testament. Neu erzählt und kommentiert. Neukirchener Kalenderverlag, Neukirchen-Vluyn 2014, ISBN 978-3-920524-81-8.